# Robert Desbats
Robert Desbats (Saint-Médard-en-Jalles, 9 de febrero de 1922 - Siendo Aubin dado Medòc, 16 de abril de 2007) fue un ciclista francés, que fue profesional entre 1948 y 1958. Sus éxitos deportivos más destacados serían la victoria al Critèrium Internacional de 1953 y una etapa de la Vuelta en Cataluña de 1949.

## Palmarés
- 1948
  - Vencedor de una etapa en el Tour de la Manche
- 1949
  - Vencedor de 2 etapas en el Tour del Oeste
  - Vencedor de una etapa en la Volta a Cataluña
- 1951
  - 1.º en el Circuito del Aulne
  - Vencedor de una etapa de la Vuelta en Argelia
  - Vencedor de una etapa al Tour del Oeste
  - Vencedor de una etapa de la Vuelta a la provincia de Namur
- 1952
  - 1.º en el GP Catox
  - 1.º en el Felletin
- 1953
  - 1.º en el Critèrium Internacional
- 1954
  - 1.º en el GP del Echo de Oran
  - Vencedor de una etapa en el Tour del Oeste
- 1955
  - 1.º en el Circuito des Deux-Ponts Montceau-las-minas
- 1956
  - 1.º en el Circuito de la Vienne
  - 1.º en el Tour de la Dordogne
  - Vencedor de una etapa en el Tour del Oeste

### Resultados en el Tour de Francia
- 1948. Abandona (9.ª etapa)
- 1949. Abandona (13.ª etapa)
- 1950. 46.º de la clasificación general
- 1951. Abandona (15.ª etapa)
- 1953. Abandona (6.ª etapa)
- 1955. Abandona (5.ª etapa)